# Резонанс. Часть 1
«Резонанс. Часть 1» — двенадцатый студийный альбом рок-группы «Сплин», ставший 1 марта 2014 года доступным для онлайн-прослушивания. На CD альбом вышел 7 марта.

## История
Осенью 2013 года стало известно, что коллектив готовит новый альбом. Вскоре была анонсирована песня «Мороз по коже». Она вышла 29 ноября на iTunes Store и Google Play, а также на CD ограниченным тиражом. В четыре диска из общего тиража были вложены четвертинки рукописного текста песни. Нашедшие текст и сложившие его воедино, получат новый альбом первыми, ещё до официального выпуска. Публике трек «Мороз по коже» был презентован в день выхода, 29 ноября, в Киеве, в концертном клубе «StereoPlaza». Через некоторое время на песню появился видеоклип.
При написании композиции «Старый дом» Александр Васильев отталкивался от песни российской панк-группы группы «Король и Шут» «Проклятый старый дом» из их альбома «Как в старой сказке» (2001). Композиция посвящена памяти солиста «Короля и Шута» Михаилу Горшенёву, умершему в 2013 году.
14 февраля 2014 года во время выступления на вручении премии «Чартова дюжина» солист группы Александр Васильев объявил, что новый альбом будет называться «Резонанс» и выйдет 1 марта. А сразу после концерта появилась информация, что пластинка будет выпущена в двух частях. Позже стало известно, что изначально участники собирались записать обычный альбом, но из-за большого количества накопившихся песен решили издать двойник.
1 марта 2014 года альбом появился в цифровом издании в iTunes Store, Google Play и на Яндекс. Музыке, и всего за два дня возглавил все три альбомных чарта. 7 марта альбом появился на CD.

## Оформление альбома
Обложку для альбома нарисовал художник Антон Рамирес, до этого оформивший другую пластинку группы — «Сигнал из космоса». Диск был отпечатан в коробке с закруглёнными краями в дань уважения Стиву Джобсу, старавшемуся избегать прямых углов в своих товарах. Руководство Navigator Records пошло навстречу группе и согласилось на необычное оформление, надеясь возместить расходы за счёт высоких продаж CD. Физические издания сингла «Мороз по коже» и второй части пластинки отличаются только цветом обложки.

## Список композиций
Музыка и слова во всех песнях — Александр Васильев, кроме текста «Помолчим немного» (автор — Дарья Скурихина).
| №                   | Название                 | Длительность |
| ------------------- | ------------------------ | ------------ |
| 1.                  | «Всадник»                | 3:05         |
| 2.                  | «Ай лов ю!»              | 3:36         |
| 3.                  | «Старый дом»             | 2:54         |
| 4.                  | «Мороз по коже»          | 3:20         |
| 5.                  | «Мысль»                  | 4:07         |
| 6.                  | «Есть кто-нибудь живой?» | 3:25         |
| 7.                  | «Рай в шалаше»           | 3:29         |
| 8.                  | «Всё наоборот»           | 1:38         |
| 9.                  | «Помолчим немного»       | 3:57         |
| 10.                 | «Пусть играет музыка»    | 3:29         |
| 11.                 | «Горизонт событий»       | 2:51         |
| 12.                 | «Среди зимы»             | 2:58         |
| 13.                 | «Дверной глазок»         | 5:39         |
| 14.                 | «Подводная песня»        | 3:43         |
| Общая длительность: | Общая длительность:      | 44:42        |

## Участники записи
| «Сплин»: - Александр Васильев — голос, акустическая гитара, электрогитара - Алексей Мещеряков — барабаны - Вадим Сергеев — гитары - Дмитрий Кунин — бас-гитара - Николай Ростовский — клавишные, терменвокс (11) Студия звукозаписи «Добролёт»: - Андрей Алякринский — звукорежиссёр - Борис Истомин — мастеринг | Другие участники: - Гуля Наумова — скрипка (1-4, 6-10, 12, 14) - Наташа Назарова — виолончель (1-4, 6-10, 12, 14) - Иван Неклюдов — саксофон (2) - Антон Вишняков — тромбон (2) - Александр Плюснин — труба (2) - Роман Парыгин — труба (9, 13) - Григорий Зонтов — саксофон (13) - Владислав Александров — тромбон (13) - Олег Эмиров — волны Мартено, вурлитцер (5, 10, 14) |

## Видеоклипы
| Год  | Название         | Режиссёр           |
| ---- | ---------------- | ------------------ |
| 2013 | Мороз по коже    | Андрей Кеззин      |
| 2014 | Рай в шалаше     | Александр Васильев |
| 2014 | Ай лов ю!        | Александр Васильев |
| 2014 | Помолчим немного | Андрей Кеззин      |